# علامة دوبوا
علامة دوبوا هي علامة طبية تظهر على شكل قِصَر الخنصر في الزهري الخلقي.